# MAD BLANKEY
MAD BLANKEY（マッド・ブランキー）は、日本のプロレス団体DRAGON GATEにかつて存在したヒールユニット。

## 概要

### 2012年
3月1日後楽園大会、前ユニットBlood WARRIORSから新ユニット名MAD BLANKEYに改名し、同時に土井成樹を追放した。。
3月4日大阪大会、戸澤陽とB×Bハルクが保持していたオープン・ザ・ツインゲート統一タッグ王座をジミーズのジミー・ススムとジミー・カゲトラに奪取された。
3月25日和歌山大会で、B×Bハルク、戸澤陽、サイバー・コングで堀口元気H.A.Gee.Mee!!&斎藤"ジミー了"&ジミー・神田が保持するオープン・ザ・トライアングルゲート王座に挑戦したが敗退。
4月12日後楽園大会、帰ってきたベテラン軍との5vs5綱引きマッチに臨んだ。谷崎なおきがドン・フジイにサイバー・コングが“ハリウッド”ストーカー市川に続いて敗れ2連敗を喫したが、その後KzyがCIMAに、戸澤陽がドラゴン・キッドに、B×Bハルクが望月成晃にたて続きに勝利し、3-2でMAD BLANKEYが逆転勝利を収めた。
6月10日札幌大会、B×Bハルクと谷崎なおきがジミー・ススムとジミー・カゲトラが保持するオープン・ザ・ツインゲート統一タッグ王座に挑戦した。MBのセコンド介入、塩攻撃など反則三昧の試合運びを見せ、最後は谷崎がカゲトラをナイトライドで仕留めMBとして初のタイトル獲得となった。
しかし6月17日の博多大会で前王者組のジミーズに新井健一郎、K-ness.を加えた3way勝ち残り戦。最後は谷崎がカゲトラから影縫で3カウントを奪われ同王座陥落となった。
この結果により谷ハルの王座期間は7日という短期政権となった。
7月22日年に1度の神戸ワールド記念ホール大会で戸澤陽がCIMAの保持するオープン・ザ・ドリームゲート王座に挑戦したが敗れ初戴冠はならなかった。
12月23日福岡大会、ふがいない試合を続けてきたサイバー・コングを問題龍が追放した。また同大会のメインイベントではB×BハルクがCIMAと鷹木信悟でオープン・ザ・ドリームゲート王座をかけた3WAYマッチに挑んだが最初に敗れてしまった。

### 2013年
2月11日和歌山大会、ジミーズとの全面対抗戦として敗者DRAGON GATE追放マッチが組まれMr.ピーピー・苫小牧ペンギンが敗れたが、谷嵜なおきがタッグ結成を持ちかけた事によりDRAGON GATEからの追放はなくなったがMAD BLANKEYからは追放となった。
3月2日大阪大会、B×Bハルクとウーハー・ネイションが望月成晃&ドン・フジイ組からオープン・ザ・ツインゲート統一タッグ王座を奪取した。
その後鷹木信悟&YAMATO組にベルトを奪われるものの、6月15日福岡大会にて戸澤陽&B×Bハルク組が、YAMATOの裏切りもあってオープン・ザ・ツインゲート統一タッグ王座を再奪取。同時にYAMATOはMBに加入した。
8月1日後楽園大会にて鷹木率いる暁とのユニット解散を賭けた試合に勝利し暁を解散に追い込むが、その試合で勝ち名乗りを上げた戸澤を追放。そして8月23日、同じく後楽園大会でYAMATOが鷹木のオープン・ザ・ドリームゲート王座初防衛戦に勝利し、ユニット内で初めてのドリームゲート王者が誕生した。
8月30日神戸大会で「MBvs戸澤」の一環としてウーハーとの試合が組まれていたが、ウーハーが試合を拒否したためにMBから追放になる。
代わりに8月30日神戸大会でサイバー・コング、9月12日後楽園大会で土井成樹が加入。かつてユニットを追放されたメンバーの出戻りが相次いで起こっている。

### 2014年
5月5日愛知県大会の金網マッチ終了後にB×Bハルクが脱退を表明。これによりユニット旗揚げからのオリジナルメンバーはKzy一人となった（厳密にいえば土井成樹は結成直後に追放されての再加入であり、サイバーも一時追放された後の再加入である）。
7月3日後楽園大会にてパンチ・コントラ・パンチに敗れた富永千浩改めパンチ富永が電撃加入した。
12月3日後楽園大会にて長期欠場中の土井成樹とkzyがメインイベント後に現れ、ここ数年すっかりおなじみの土井ダーツを持参。
後日行われる土井ダーツスペシャル10人タッグマッチのメンバーを決定後、欠場が相次ぎ戦力が不足していることから戦力補強と題してその時点で
無所属のメンバーを対象に再び土井ダーツを実施。その結果、数週間前に解散となったオレたちベテラン軍の元メンバーであるCIMA、Gamma、ドン・フジイ、K-nessの4人が加入することとなった。

### 2015年
1月16日後楽園大会にてDr.マッスルに扮していたKzyが裏切りDia.HEARTSに加入。これによってユニット旗揚げから加入し続けているメンバーは0となった。
その後誤爆をきっかけとしてCIMAと土井の間に不穏な空気が流れ、その後誤爆が原因で試合に負ける流れとなる。さらに斎藤"ジミー"了がフジイを更正させようと行動しだすなど揺れ動いた結果、5月5日愛知県大会の金網マッチの結果を受けて土井とYAMATOによって、CIMA、Gamma、フジイの3人が追放となった。
8月16日大田区大会にてジミーズとの敗戦ユニット解散サバイバル・イリミネーションマッチでK-ness.の裏切りもあって敗北となりMAD BLANKEYの解散が決定した。ここに結成から3年以上が経過し、オリジナルメンバーは1人もいなくなったMAD BLANKEYは、ジミーズとK-ness.によって引導を渡される形で終止符を打った。

## メンバー
- 土井成樹:結成〜同日追放/2013年9月～解散
- YAMATO:2013年6月～解散
- サイバー・コング:結成～2012年12月追放/2013年8月～解散
- K-ness.:2014年12月～解散
- 問題龍:2012年3月～解散
- パンチ富永:2014年7月～解散

## 元メンバー
- Mr.ピーピー苫小牧ペンギン（T-Hawk）:結成～2013年2月追放
- 戸澤陽:結成～2013年8月追放
- ウーハー・ネイション:結成～2013年8月
- B×Bハルク:結成～2014年5月離脱
- Kzy:結成～2015年1月離脱
- CIMA:2014年12月～2015年5月追放
- Gamma:2014年12月～2015年5月追放
- ドン・フジイ:2014年12月～2015年5月追放
- スコットリード

## マネージャー
- ラリー・ダラス

## タイトル歴
- オープン・ザ・ドリームゲート王座

第16代：YAMATO
（2013年8月23日獲得、2013年10月10日陥落/防衛1回）
第19代：YAMATO
（2014年5月5日獲得、2014年7月20日陥落/防衛2回）
- オープン・ザ・ツインゲート統一タッグ王座

第18代：B×Bハルク&戸澤陽
（2011年12月1日獲得、2012年3月4日陥落/防衛2回）
第20代：B×Bハルク&谷崎なおき
（2012年6月10日獲得、2012年6月17日陥落）
第24代：B×Bハルク&ウーハー・ネイション
（2013年3月2日獲得、2013年5月5日陥落/防衛1回）
第26代：B×Bハルク&戸澤陽
（2013年6月15日獲得、2013年7月21日陥落）
第30代：土井成樹&YAMATO
（2013年12月8日獲得、2013年12月22日陥落）
第35代：YAMATO&サイバー・コング
（2014年12月28日獲得、2015年3月1日陥落）
第37代：土井成樹&YAMATO
（2015年6月13日獲得/解散時防衛2回）
- オープン・ザ・トライアングルゲート王座

第36代：B×Bハルク&戸澤陽&谷崎なおき
（2012年8月19日獲得、2012年10月21日陥落/防衛2回）
第44代：B×Bハルク&YAMATO&サイバー・コング
（2013年10月6日獲得、2013年12月5日陥落/防衛1回）
第49代：土井成樹&サイバー・コング&Kzy
（2014年6月14日獲得、2014年10月9日陥落/防衛3回）
- Summer Adventure Tag League優勝

B×Bハルク&戸澤陽&谷崎なおき（2012年）
- 6ユニット対抗ワンナイトタッグトーナメント優勝

B×Bハルク&谷崎なおき
- KING OF チョップ!!優勝

谷崎なおき（第4回）